# Manduca gueneei
Manduca gueneei  es una polilla de la  familia Sphingidae. 
Vuela en Brasil.
La longitud de las alas delanteras es de aproximadamente 44 mm. La parte superior de la cabeza, tórax y abdomen son grises con un tono rojo apagado difuso.

## Sinonimia
- Chlaenogramma gueneei Clark, 1932